# Barrika
Barrika è un comune spagnolo di 1 230 abitanti situato nella comunità autonoma dei Paesi Baschi.